# ألان ريتش
ألان ريتش (بالإنجليزية: Allan Rich)‏ هو ممثل أمريكي، ولد في 8 فبراير 1926 في الولايات المتحدة.

## أعمال

### أفلام
- (1979) فتى فريسكو
- (1994) كويز شو
- (2014) أتمنى لو كنت هنا[2]

## وصلات خارجية
- ألان ريتش على موقع IMDb (الإنجليزية)
- ألان ريتش على موقع ألو سيني (الفرنسية)
- ألان ريتش على موقع أول موفي (الإنجليزية)
- ألان ريتش على موقع قاعدة بيانات برودواي على الإنترنت (الإنجليزية)
- ألان ريتش على موقع قاعدة بيانات الفيلم (الإنجليزية)